# Santuario di Nostra Signora di Licheń
La basilica dell'Addolorata, Regina di Polonia (in polacco: Bazylika Matki Bożej Bolesnej Królowej Polski), più conosciuta come santuario di Nostra Signora di Licheń, è un santuario cattolico situato nel villaggio di Licheń Stary, vicino a Konin, nel voivodato della Grande Polonia in Polonia.

È la più grande chiesa della Polonia e possiede anche una torre che, con i suoi 141,5 metri d'altezza, è la più alta del Paese e la sesta d'Europa.

## Storia e descrizione

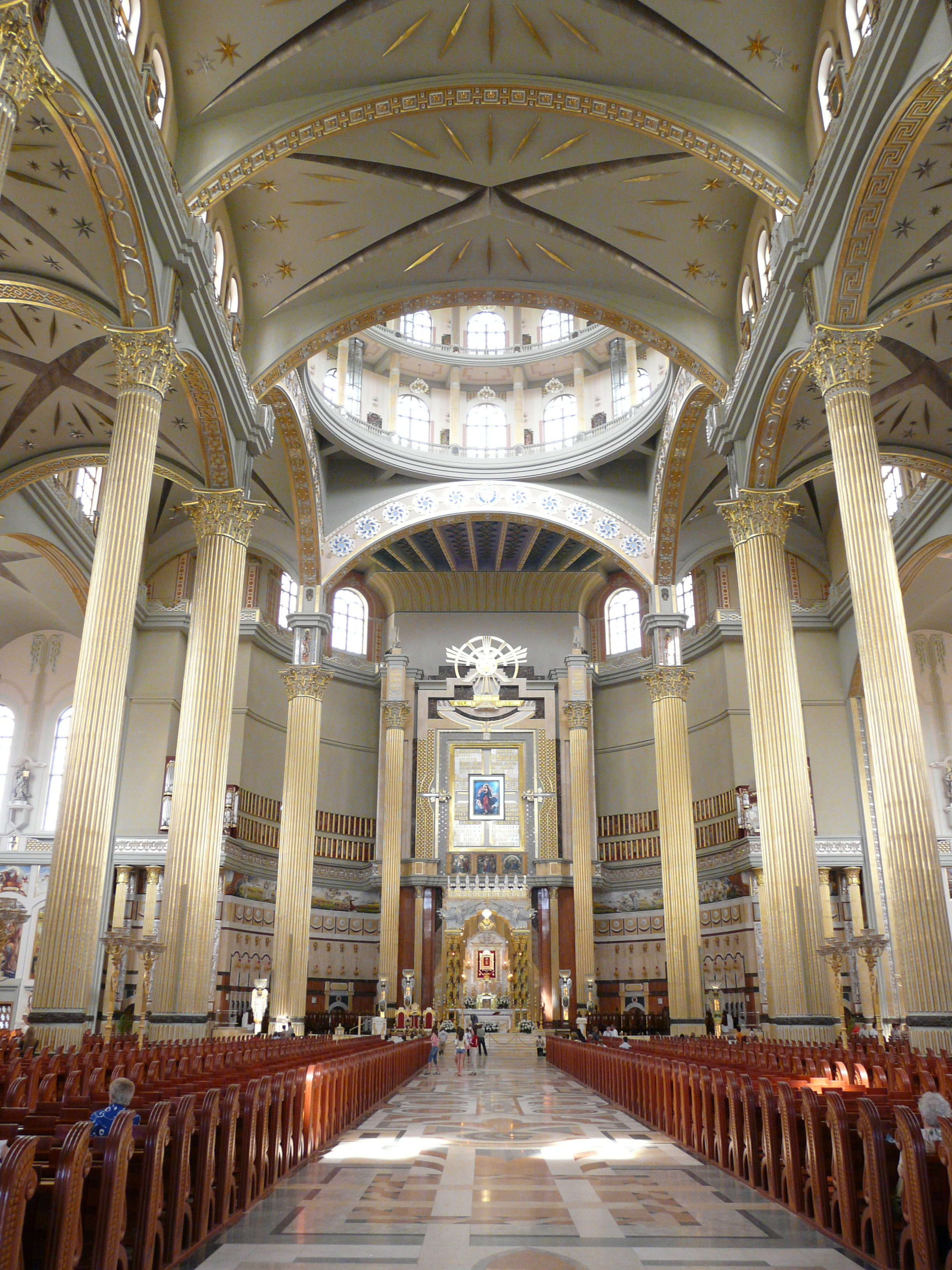
il grandioso interno.

Il santuario sorge sul luogo delle apparizioni della Madonna Addolorata a Tomasz Kłossowski e Mikołaj Sikatka, avvenute secondo la tradizione nel 1813 e nel 1850-1852. Venne fondato su iniziativa di padre Eugeniusz Makulski della Congregazione dei chierici mariani (M.I.C.), e costruito, fra il 1994 e il 2004, su progetto dell'architetto polacco Barbara Bielecka, in uno stile "tradizionale"; è stato finanziato interamente dalle donazioni dei pellegrini.
Il 25 maggio 1995 il primate di Polonia Józef Glemp pose la prima pietra, portata direttamente dalla tomba di san Pietro in Vaticano e benedetta da papa Giovanni Paolo II, che visitò il cantiere il 7 giugno 1999. Nel 2001 venne completata la torre, e il 12 giugno 2004 la chiesa venne consacrata alla Madonna Addolorata, Regina della Polonia, la cui icona miracolosa, forse risalente al XVIII secolo, è custodita nell'Altar maggiore. È divenuta presto uno dei maggiori luoghi di pellegrinaggio della Polonia, tanto da essere stata elevata a basilica minore il 2 febbraio 2005.
La monumentale basilica, a cinque cupole, presenta un corpo principale con pianta cruciforme, un campanile, la celebre torre, e tre grandi portici. Ora è la più grande chiesa della Polonia e una delle più grandi al mondo. La piazza di fronte alla basilica è in grado di accogliere fino a 250.000 fedeli. La grande cupola, che raggiunge un'altezza di 103,5 metri, è stata realizzata in acciaio inossidabile e ricoperta di lastre d'alluminio anodizzato oro. È sostenuta da due livelli di piloni in cemento armato e da quattro grandi pilastri basilari.

### Le apparizioni
Tomasz Kłossowski, soldato dell'esercito polacco, fu ferito gravemente nella battaglia di Lipsia, avvenuta nel 1813. Invocò la Madonna, che gli sarebbe apparsa piangendo e con un'aquila bianca, simbolo della Polonia, stretta al petto, dicendogli di cercare un'immagine che così la raffigurava. Quando Kłossowski tornò in patria dopo essere guarito, trovò in una cappella presso Licheń Stary proprio l'immagine che cercava.
Davanti ad essa pregava, nel 1850, il pastore Mikołaj Sikatka, al quale sarebbe apparsa tre volte la Madonna vestita con i colori polacchi, cioè il rosso e il bianco, dicendogli che in futuro la speranza di pace del mondo sarebbe venuta dalla Polonia. Dopo che un'inchiesta ecclesiastica ebbe dichiarato la veridicità delle apparizioni, il quadro fu portato nella chiesa principale di Licheń Stary, trasformata successivamente in santuario per ospitare il numero crescente di pellegrini. Mikołaj Sikatka morì nel 1857 e, quarant'anni dopo, il suo corpo fu trovato incorrotto.

### Dimensioni
Seguono le principali misure del santuario:

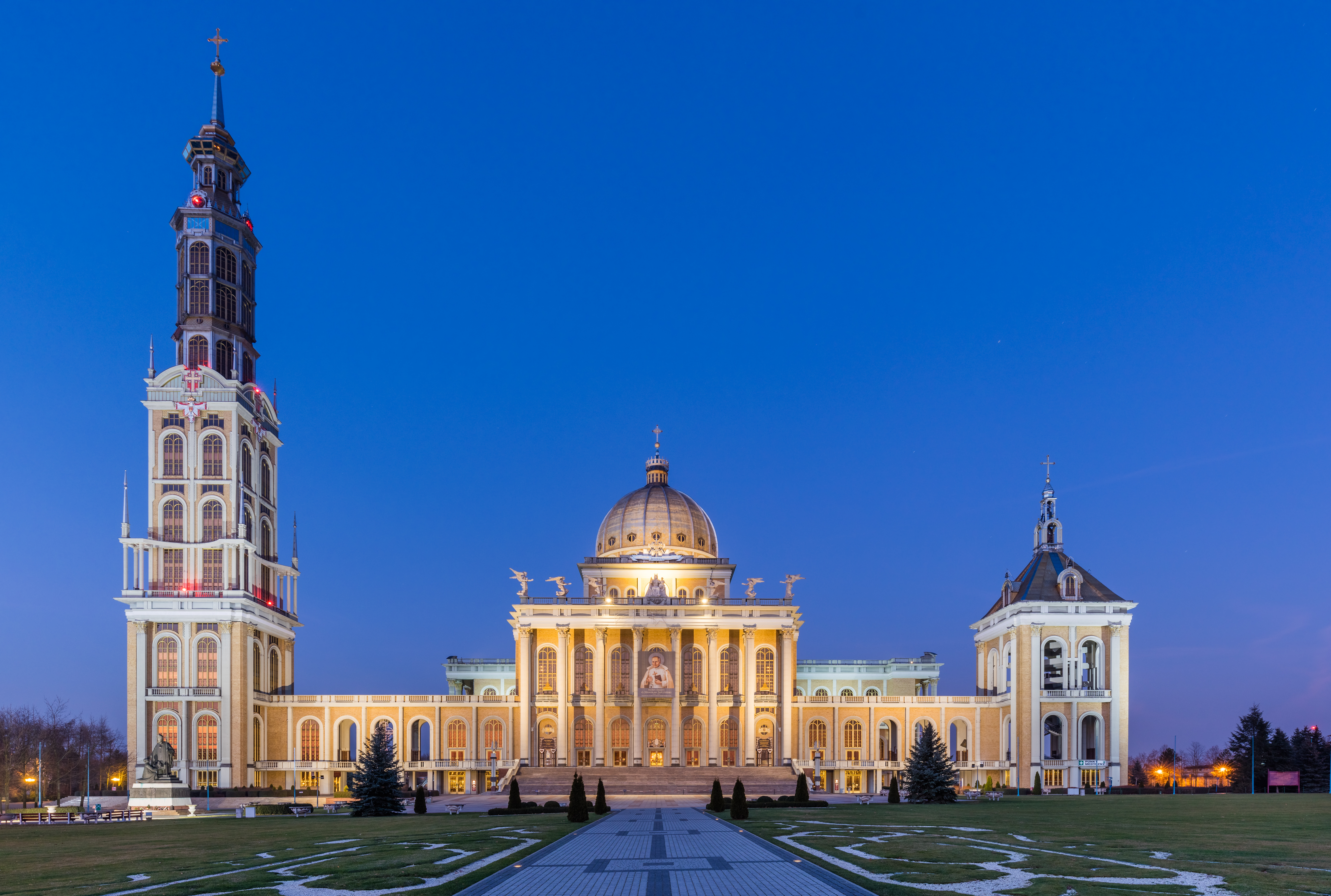
Il prospetto principale lungo 162 metri

| Lunghezza dell'edificio: 139 m          |
| Larghezza del piedicroce: 77 m          |
| Larghezza del prospetto frontale: 162 m |
| Altezza esterna della cupola: 103,5 m   |
| Altezza interna della cupola: 85 m      |
| Altezza delle volte della navata: 44 m  |
| Altezza delle volte del transetto: 33 m |
| Lunghezza del transetto: 144 m          |
| Altezza del Campanile: 64,8 m           |
| Altezza della Torre: 141,5 m            |
| Area dove sorge l'edificio: 23.000 m²   |
| Volume dell'edificio: 300.000 m³        |

## Galleria d'immagini

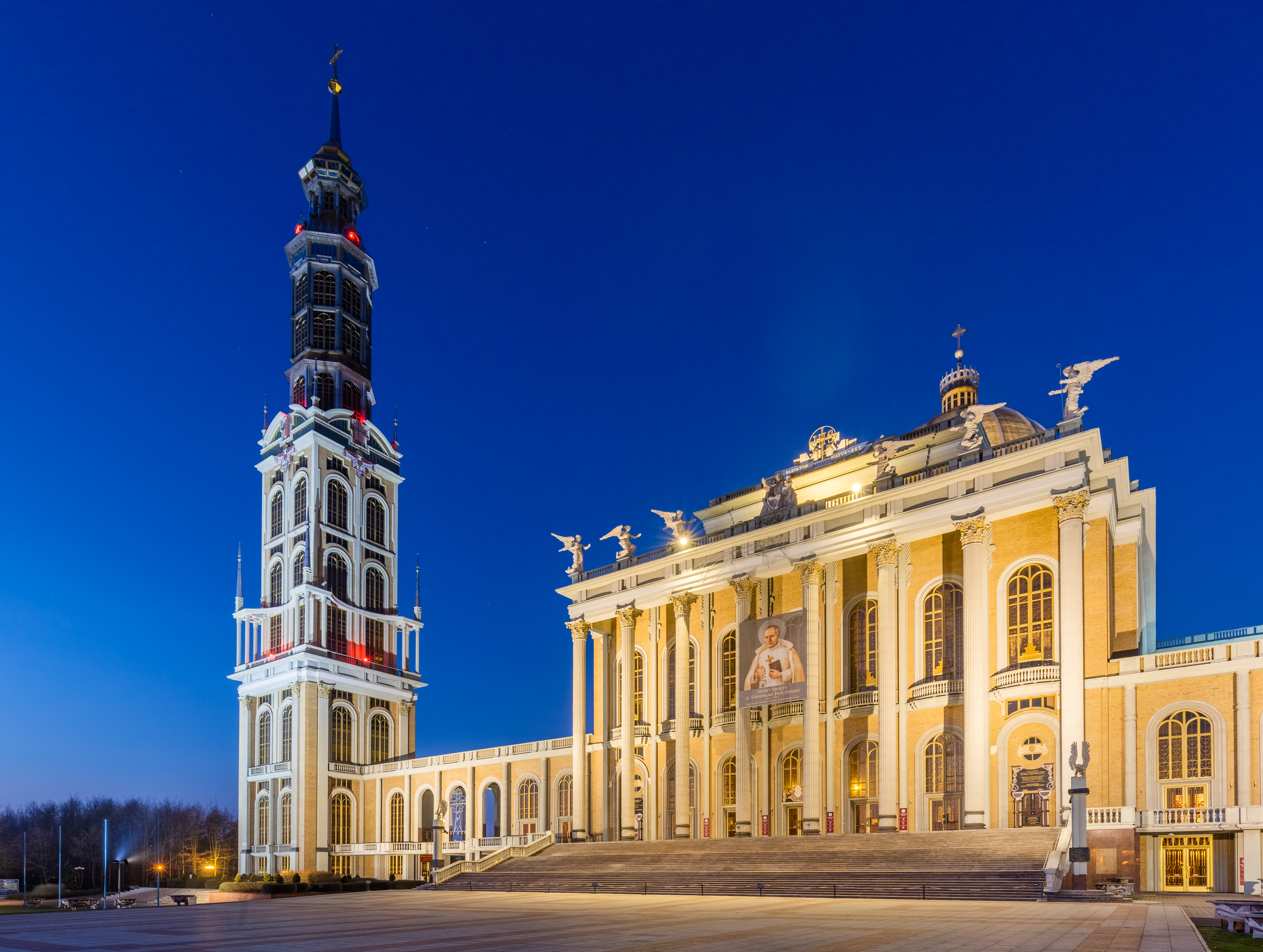
Facciata sud
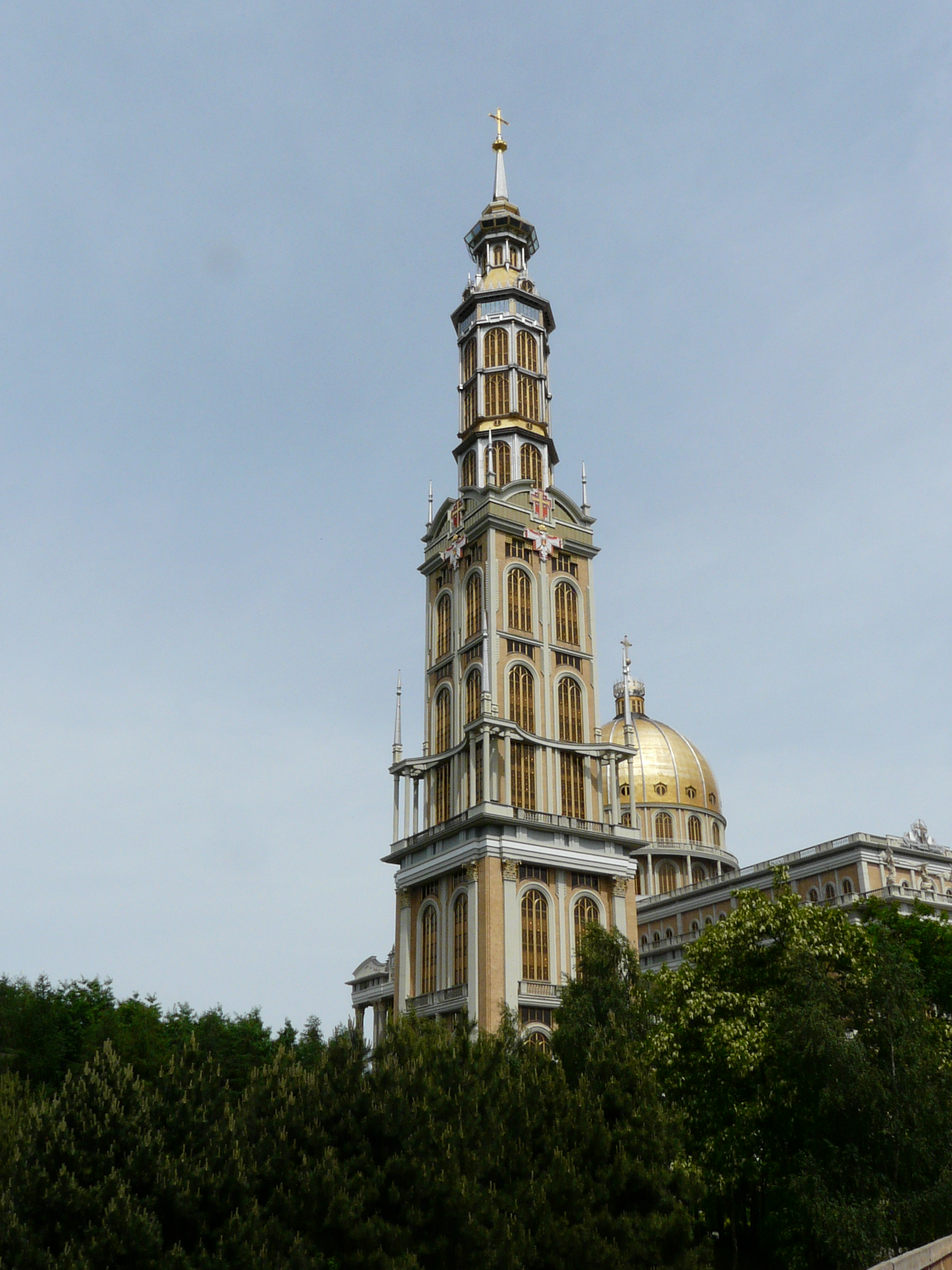
La celebre torre di 141,5 metri
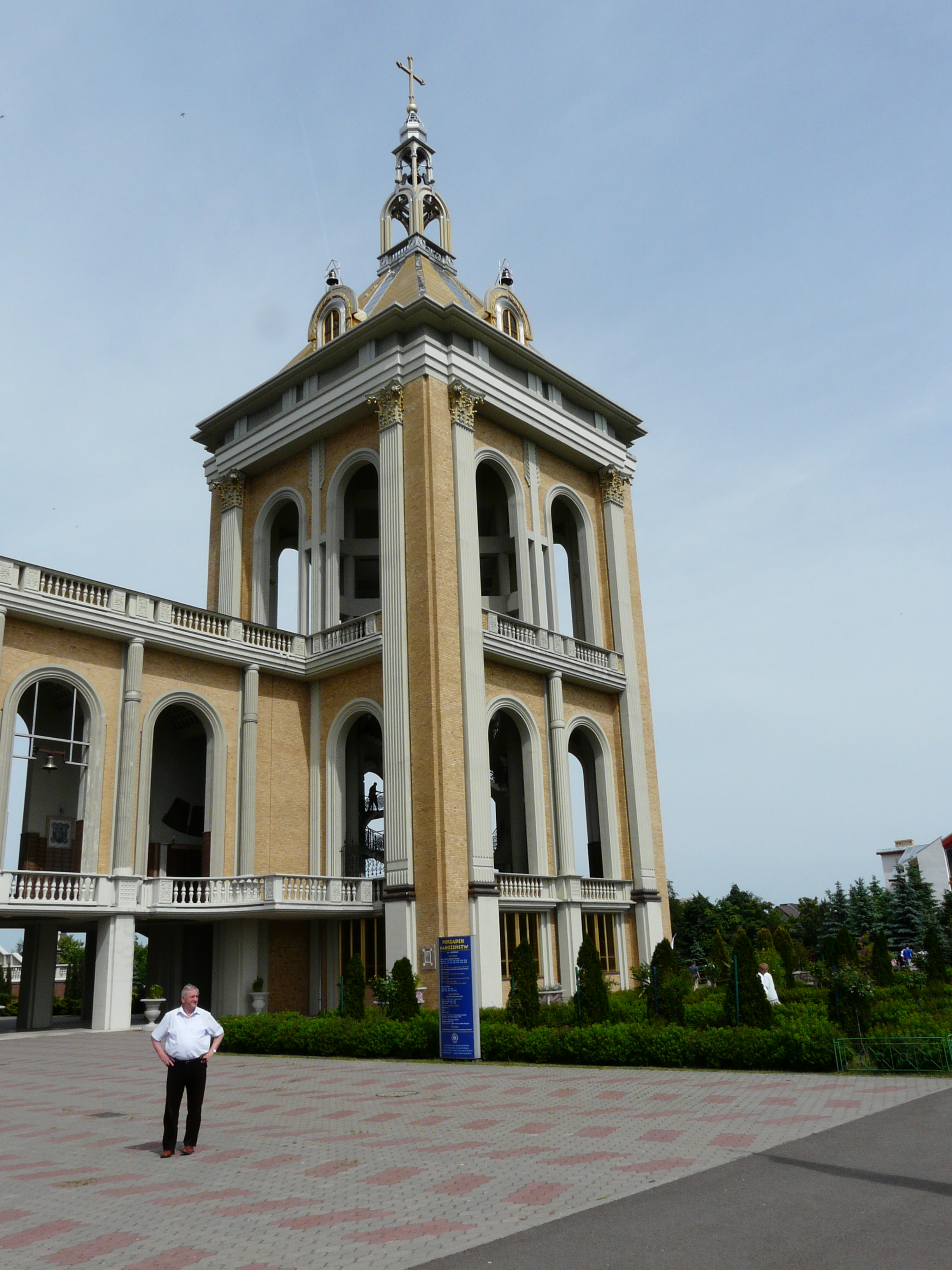
Il campanile
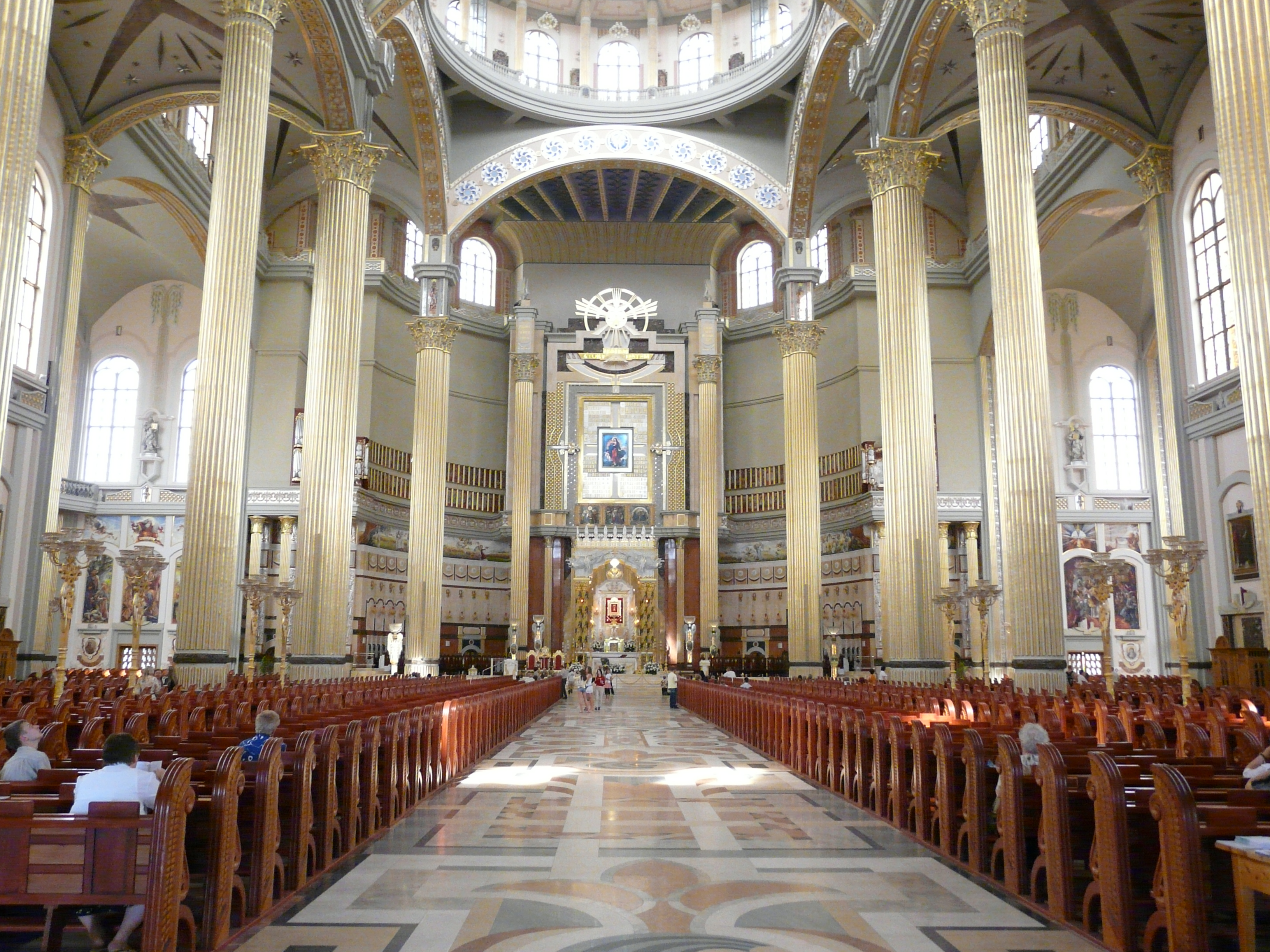
L'interno
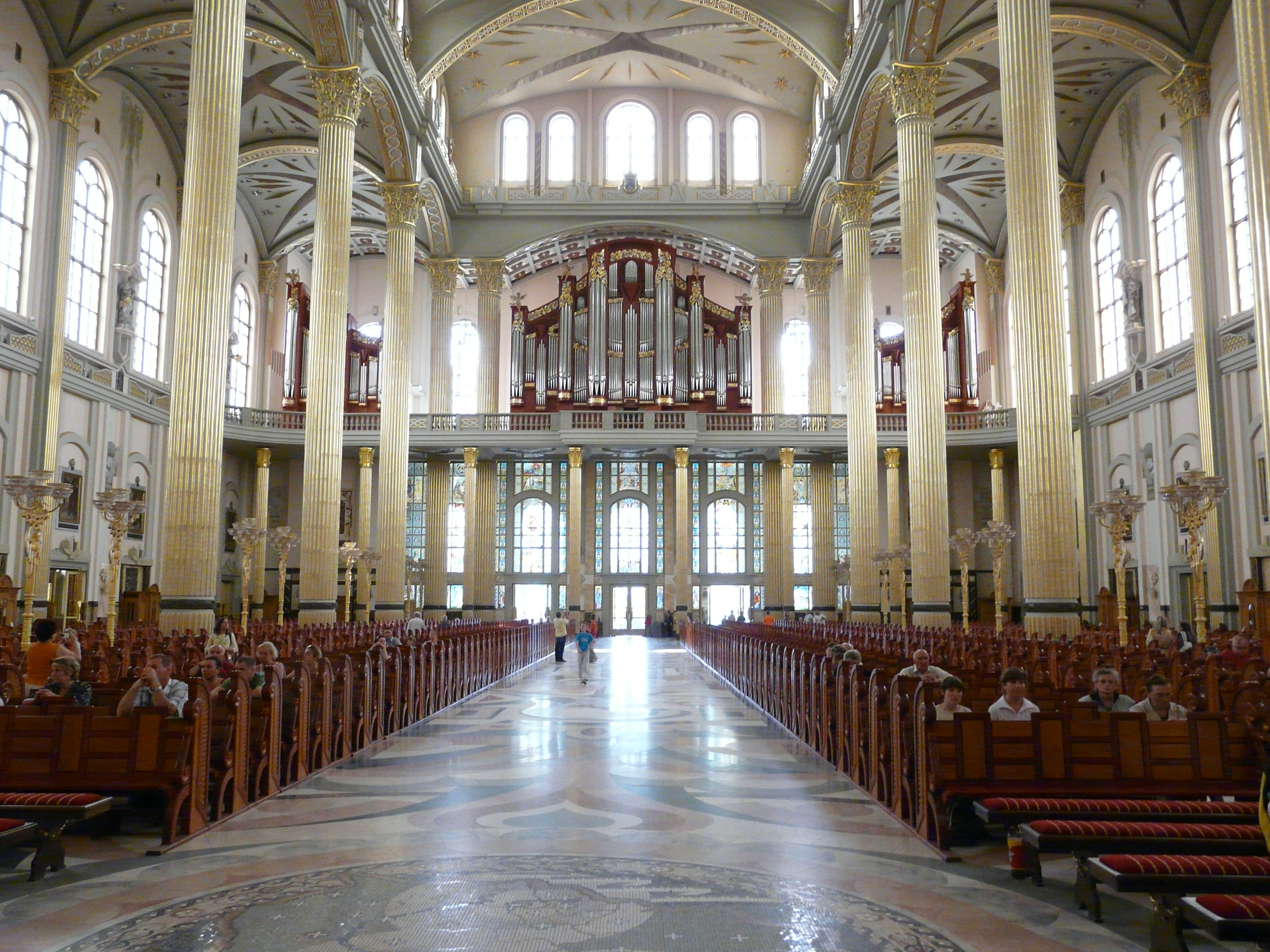
L'interno
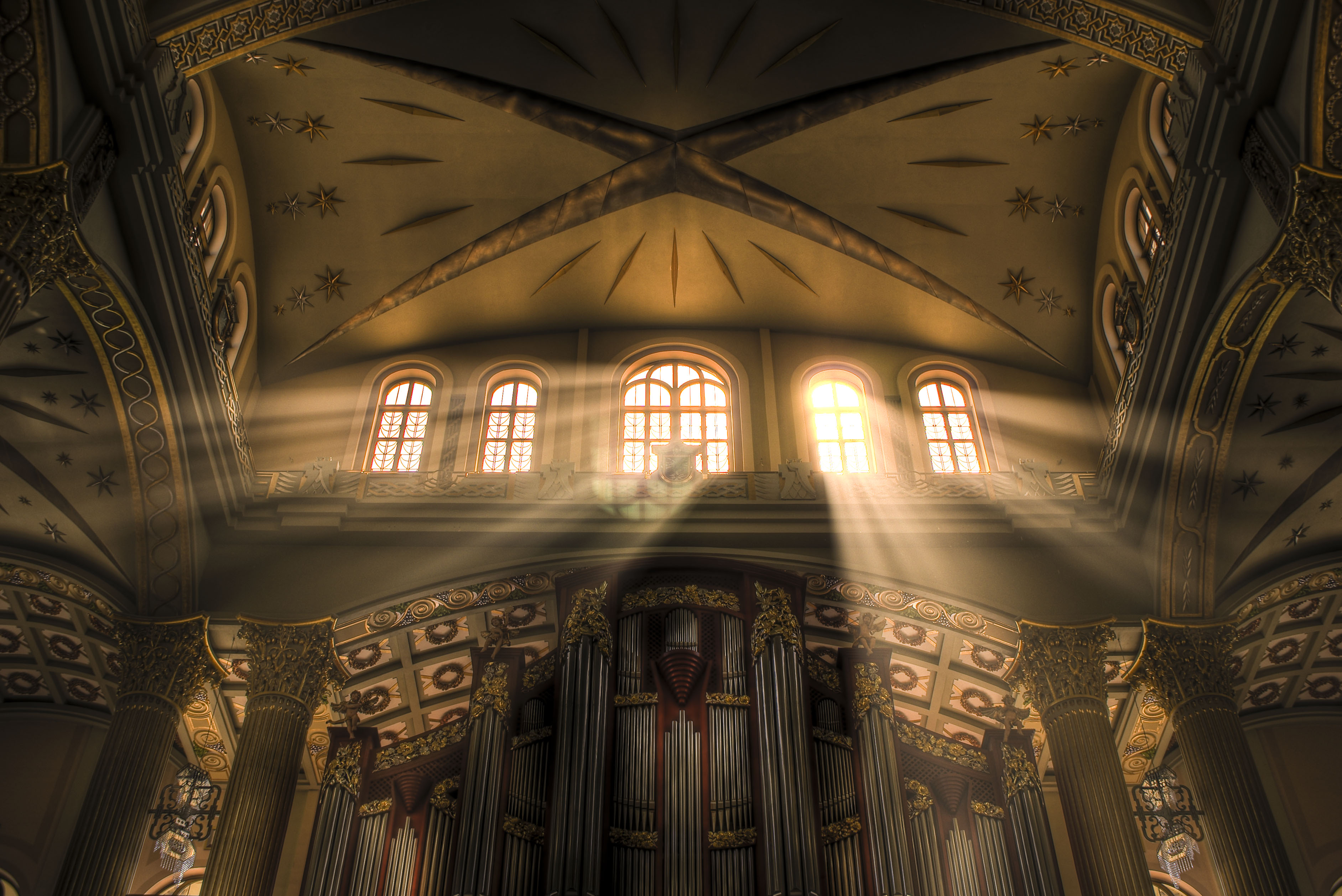
Veduta dell'interno
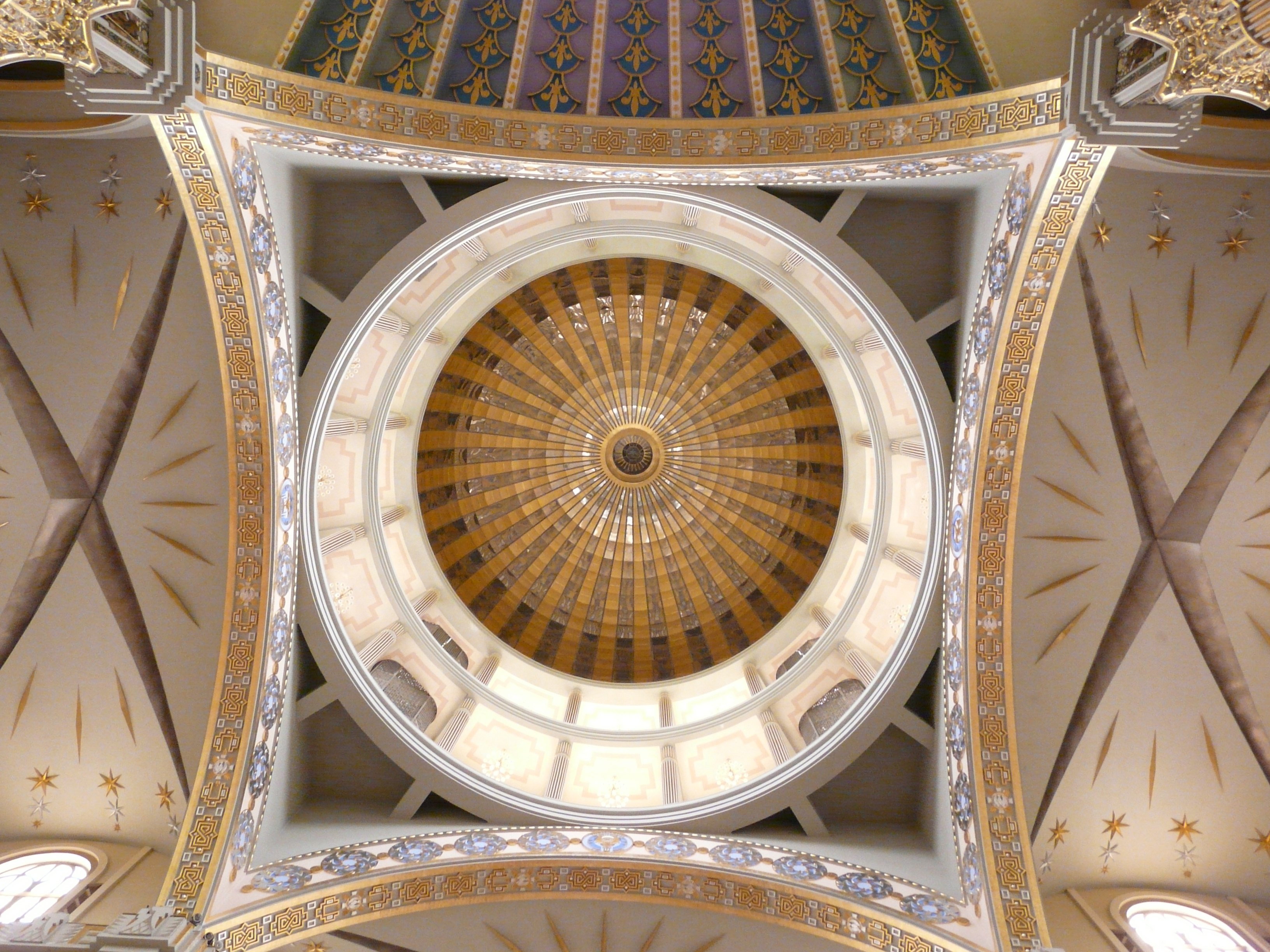
La cupola
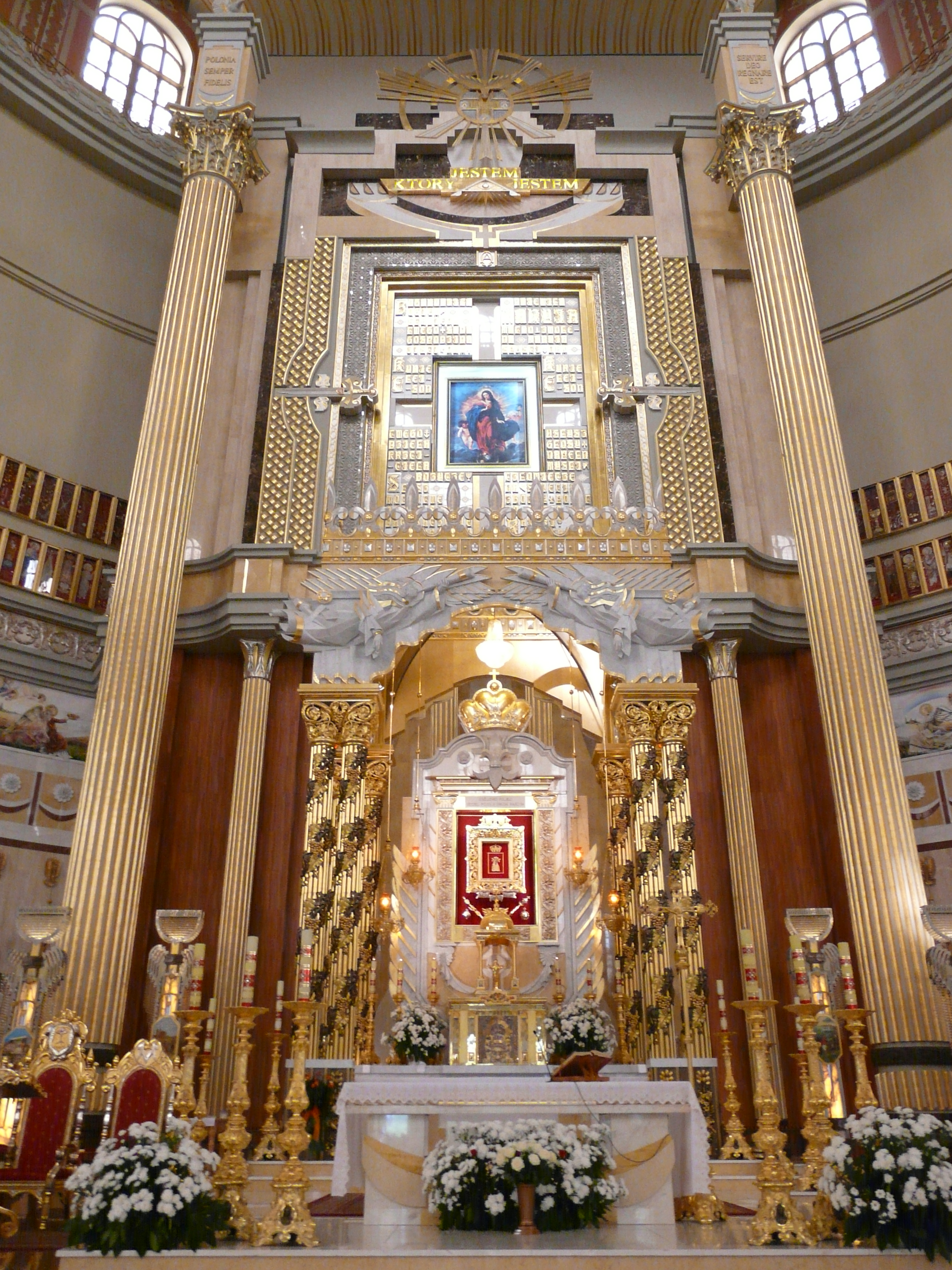
L'Altar maggiore